# Keizan Jōkin

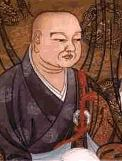
Keizan Jōkin

Keizan Jōkin (jap. 瑩山 紹瑾; * 21. November 1264; † 29. September 1325 im Yōkō-ji-Tempel bei Hakui) war ein buddhistischer Mönch und Zen-Meister der zur Kamakura-Zeit in Japan wirkte. Er gilt neben Eihei Dōgen als einer der Gründer der japanischen zen-buddhistischen Sōtō-shū. Er war Gründer des Yōkō-ji, übernahm dann später den Morooka-dera, um ihn zu einem Zen-Tempel mit dem Namen Sōji-ji umzubenennen.
Sōji-ji entwickelte sich nach und nach zu einem mächtigeren Tempel als der von Dōgen gegründete Haupttempel Eihei-ji, was zu internen Spannungen führte.
In der Meiji-Zeit wurden diese Streitigkeiten beigelegt und nun gelten sowohl Eihei-ji und Sōji-ji als Haupttempel und Dōgen und Keizan als Gründer.

## Leben und Wirken
Keizan wuchs bis zu seinem achten Lebensjahr unter der Obhut seiner Großmutter auf, die nach der Rückkehr des Großmeisters Dōgen aus China, zu dessen ersten Unterstützern gehörte. Dieser Großmutter widmete Keizan später einen Schrein im Tempel von Yōkō-ji, da er sie als hauptverantwortlich betrachtete, für sein späteres Leben als Mönch.
Seine Mutter war Äbtissin eines Sōtō-Klosters, Jōju-ji (成就寺), und war selbst Lehrerin. Keizan betonte die Lehre des Buddhismus für Frauen und die Kraft von Kannon, dem Bodhisattva des Mitgefühls. Keizan wurde im Alter von acht Jahren Novize in Eihei-ji unter der Anleitung von Gikai und wurde im Alter von dreizehn Jahren von Koun Ejō formell ordiniert. Während des Trainings mit Jakuen erreichte er das Stadium des „Nicht-Rückfälligwerdens“.
Keizan erhielt die Dharma-Übertragung von Tettsū Gikai im Alter von zweiunddreißig Jahren, wie aus seiner Autobiografie hervorgeht. Er war der erste japanische Zen-Mönch, der sein eigenes Leben beschrieb.
Während Keizan oft als Dharma-Erbe der vierten Generation von Dōgen bezeichnet wird, gehen viele Quellen fälschlicherweise davon aus, dass Keizan die Abtei von Eihei-ji innehatte – jedoch war dies nicht der Fall. Der Abt der vierten Generation von Eihei-ji war Giun, der ersetzte Gikai, nachdem dieser aus Eihei-ji im sogenannten Sandai Sōron vertrieben worden war. Keizan trat die Nachfolge von Gikai als zweiter Abt von Daijō-ji im heutigen Kanazawa an. Keizans größte Errungenschaft, die zu seinem Status als „zweiter Patriarch“ des Sōtō-Zen führte, war jedoch die Gründung von Sōji-ji, das bald Eihei-ji als wichtigsten Sōtō-Tempel überschattete.
Sōji-ji wurde schließlich der institutionelle Leiter von vier regionalen Netzwerken mit mehreren tausend Tempeln unter ihnen. Bis 1589 erkannte der kaiserliche Hof Sōji-ji als Haupttempel der Sōtō-Schule oberhalb von Eihei-ji an. Die beiden Tempel blieben Rivalen um imperiale Unterstützung, aber zum Zeitpunkt der Meiji-Restauration im Jahr 1872 hatten sie einen Waffenstillstand geschlossen, der in der Charakterisierung anerkannte, dass die Sōtō-Schule „den Maximen des Gründungspatriarchen Dōgen und den Bestrebungen des verstorbenen Lehrers Keizan“ folgte.
Keizan starb in Yōkō-ji am 29. September des Jahres 1325 im Alter von sechzig Jahren. Meihō Sotetsu (1277–1350) wurde Abt von Yōkō-ji und Gasan Jōseki Abt von Sōji-ji; Beide Linien der Dharma-Übertragung sind im japanischen Sōtō-Zen auch heute noch von Bedeutung.